# Jacques d'Aragon (moine)
Pour les articles homonymes, voir Jacques d'Aragon.
Jacques d'Aragon (29 septembre 1296 - juillet 1334) est infant de la Couronne d'Aragon. Fils aîné du roi Jacques II d'Aragon, il renonce subitement à la couronne pour devenir moine.

## Biographie

### Origines et vie à la cour
Fils aîné du roi Jacques II d'Aragon et de son épouse Blanche d'Anjou, Jacques d'Aragon naît le 29 septembre 1296. Ses grands-parents paternels sont le roi Pierre III d'Aragon et son épouse Constance de Sicile, tandis que ses grands-parents maternels sont le roi Charles II d'Anjou et son épouse Marie de Hongrie.
De nombreux historiens ont mis l'accent sur la légèreté mentale, les changements d'humeur, la dépravation et l'homosexualité de l'infant, le tout lié à une extrême religiosité. Il est évident que l'infant possède une personnalité complexe. Pendant la première partie de sa vie, il semble se destiner à prendre la succession de son père qui se montre très fier de son fils et le nomme Procureur général de la Couronne d'Aragon, une des plus hautes des responsabilités du royaume et qui consiste alors à administrer la justice royale. 

### Vie religieuse
En 1318 se produit un incident curieux à la cour de Barcelone, lorsque le roi Jacques II trouve avec dégoût dans les appartements de son fils un habit de moine. L'infant Jacques renonce à la couronne pour se retirer dans un monastère, rompant ses fiançailles célébrées à Gandesa le 5 octobre 1319 avec Éléonore de Castille. Cette dernière retourne dans son pays natal puis, dix ans plus tard, se mariera avec le frère de l'infant, le roi Alphonse IV d'Aragon. Quant à Jacques, il renonce à ses droits d'aînesse et à la succession au trône au couvent franciscain de Tarragone le 22 décembre 1319. 
En parallèle, Jacques prend l'habit de l'ordre de Saint-Jean de Jérusalem au couvent dominicain de la ville et y mène une vie dévote. Cependant, le 20 mai 1320, il renonce à l'habit de saint Jean et entre dans le tout nouvel ordre de Montesa qui se crée sur les biens de Templiers. Les derniers éléments documentés de sa vie sont relatifs à sa présence le 30 avril 1334 à la promulgation des constitutions du chapitre. Jacques d'Aragon meurt à Tarragone en juillet 1334.

## Sépulture
Il aurait été enterré dans un premier temps à la cathédrale de Tarragone mais sa tombe dans cette cathédrale n'a jamais pu être trouvée. Certaines sources indiquent que postérieurement ses restes ont été transportés dans le couvent de Saint-François de Barcelone, aujourd'hui disparu. Au XIXe siècle les monastères ont été démolis et les tombes royales profanées par les milices. Les restes des personnes royales furent chargées dans des sacs et portés à la cathédrale Sainte-Croix de Barcelone en 1835, où en 1852, la reine Isabelle II les fit enterrer dans une tombe dans le cloître de la cathédrale. 
Cependant, plusieurs sources ne mentionnent pas les restes du fils de Jacques II parmi les restes transportés à la cathédrale de Barcelone et d'autres sources, dont la cathédrale de Tarragone, assurent que la sépulture de l'infant est toujours dans cette cathédrale.